# Fotografía
«Fotografía» (укр. «Фотографія») — сингл співака Хуанеса, виконаний з Неллі Фуртаду з альбому «Un Día Normal». Випущений 2003 року лейблом Universal Music Latino.

## Ремікси
- "Fotografia" (Hessler's Remix)
- "Fotografia" (Hessler's Radio Remix)
- "Fotografia" (DJ Enzo Remix)
- "Fotografia" (Gianina Mix)
- "Fotografia" (Base Mix)
- "Fotografia" (ON Remix)

## Інші версії
- "Fotografia" (Instrumental Version)

## Чарти
| Чарт                 | Найвища позицій |
| -------------------- | --------------- |
| Іспанія (PROMUSICAE) | 1               |